# 豫爵
豫爵是太平天國爵位之一，位於燕爵之下、侯爵之上，在六等爵中位列第五。
爵之名號為太平天國獨創，其得名於胡以晃的封號「豫王」。1854年，胡以晃被剝奪豫王爵位後，改稱「護天豫」，自此開創豫爵。
豫爵的頭銜之前加「天」字，再冠以一字以示區別，例如成天豫陳玉成等。1860年以後，由於濫加封賞，地位逐漸卑下。
太平天國婦女亦有六等爵，女六爵第五等為女貞豫，與豫爵對應。